# Цемес (транспорт)
«Цемес» — парусный транспорт флотилии Военного ведомства, а затем Черноморского флота Российской империи, участник Крымской войны. Во время несения службы использовался для грузовых перевозок между черноморскими и азовскими портами, обеспечения припасами укреплений Черноморской береговой линии и перевозки войск, принимал участие в действиях военно-морского флоту у кавказского побережья, а во время Крымской войны был затоплен в Керченском проливе в рамках неудачной попытки его заграждения от входа неприятельских судов.

## Описание транспорта
Транспортное судно с деревянным корпусом. Водоизмещение транспорта составляло 286 тонн, а длина — 29,4 метра. В качестве артиллерийского вооружения на судне были установлены четыре 3-фунтовых чугунных пушки.

## История службы
Транспорт «Цемес» первоначально был построен для нужд транспортной флотилии Военного ведомства. В кампанию 1839 года совершал плавания в Азовском море. В 1840 году транспорт был переведён в состав Черноморского флота России.
В кампании с 1840 по 1847 год использовался для грузовых перевозок между портами Чёрного и Азовского морей, а также привлекался к действиям флота у побережья Кавказа. В том числе с августа по октябрь 1841 года, находясь в составе отрада кораблей Черноморского флота под общим командованием контр-адмирала М. Н. Станюковича, принимал участие в обеспечении продвижения российских войск от Адлера до Сочи, при этом командир транспорта лейтенант Ф. И. Суслов в кампанию этого года был награждён орденом Святого Станислава III степени. В 1847 году также совершал плавания у абхазских берегов.
С 1848 по 1852 год использовался для доставки припасов в укрепления Черноморской береговой линии. В сентябре 1853 года находился в составе эскадры под командованием вице-адмирала П. С. Нахимова, которая перевозила войска 13-й пехотной дивизии из Севастополя в Анакрию. Всего эскадрой на восточный берег Чёрного моря было перевезено 16 000 человек, две батареи и артиллерийский парк, за что её командующий П. С. Нахимов был награждён орденом Святого Владимира II степени.
Принимал участие в Крымской войне, с начала боевых действий находился в Керчи. Во время работ по заграждению фарватеров в Керченском проливе, для защиты Азовского моря от входа в него неприятельских судов, был нагружен балластом и затоплен в проливе вместе со специально закупленными для этих целей 35 купеческими судами, тремя транспортами: «Мамай», «Субаши» и «Кадос», а также парусной шхуной «Гонец». Из-за нехватки материалов и плохой организации работ сооруженная из затопленных судов преграда уже летом того же года находилась в неудовлетворительном состоянии: осели брёвна бона, удерживающего затопленные суда, сами суда были частично разрушены. И, несмотря на попытки привести сооружение в приемлемое состояние, к 28 сентября (10 октября) 1854 года преграда была разорвана сильным северо-восточным ветром и практически разрушена. Казенное имущество с четырёх затопленных транспортов, включавшее инструменты, посуду, паруса, мебель, цепи, якоря и артиллерийское вооружение, в кампанию следующего годы было погружено на борт транспорта «Аккерман» и 2 (14) мая 1855 года доставлено в магазин Таганрогского морского комиссионерства.

## Командиры транспорта
Командирами транспорта «Цемес» в разное время служили:
- лейтенант Ф. И. Суслов (1839—1842 годы)[7];
- лейтенант Я. П. Перфильев (1844—1847 годы)[16];
- лейтенант, а с 3 (15) апреля 1849 года капитан-лейтенант Л. Я. Кульчицкий (1848—1851 годы)[17];
- капитан-лейтенант Д. А. Леонов (1852—1853 годы)[18].

### Комментарии
1. ↑  96 футов 6 дюймов[1].
2. ↑  Самыми крупными из которых были «Преображение» и «Телемак», высотой соответственно 23 и 21 фут[12].
3. ↑  В некоторых источниках приводится другая дата затопления транспорта — 1855 год[3][5][13].